# Internationaal Brandweermuseum Rijssen
Het Internationaal Brandweermuseum Rijssen is een museum in de Overijsselse stad Rijssen over de geschiedenis van de brandweer. Het bestaat sinds 1996 en is samen met het Rijssens Museum (een stadsmuseum) gevestigd in havezate "De Oosterhof".

## Collectie
De collectie bestaat uit ongeveer 15.000 objecten, waarvan circa 20% uit Nederland, 50% uit Europa en 30% uit de rest van de wereld. Deze grote collectie toont brandweermateriaal zoals dat door brandweerkorpsen over de hele wereld is gebruikt. Er zijn brandweerhelmen uit onder meer Japan, Zuid-Afrika en China, maar ook complete vooroorlogse brandweerwagens.
Het uitgangspunt was de collectie van voormalig brandweerman Dirk Vlot (1940-2010), die in de loop van tientallen jaren talloze gebruiksvoorwerpen en attributen van de brandweer uit de hele wereld had verzameld. Met behulp van de gemeente Rijssen en het plaatselijke brandweerkorps werd uiteindelijk het Internationaal Brandweermuseum Rijssen ingericht.